# Toyota GR Yaris Rally1

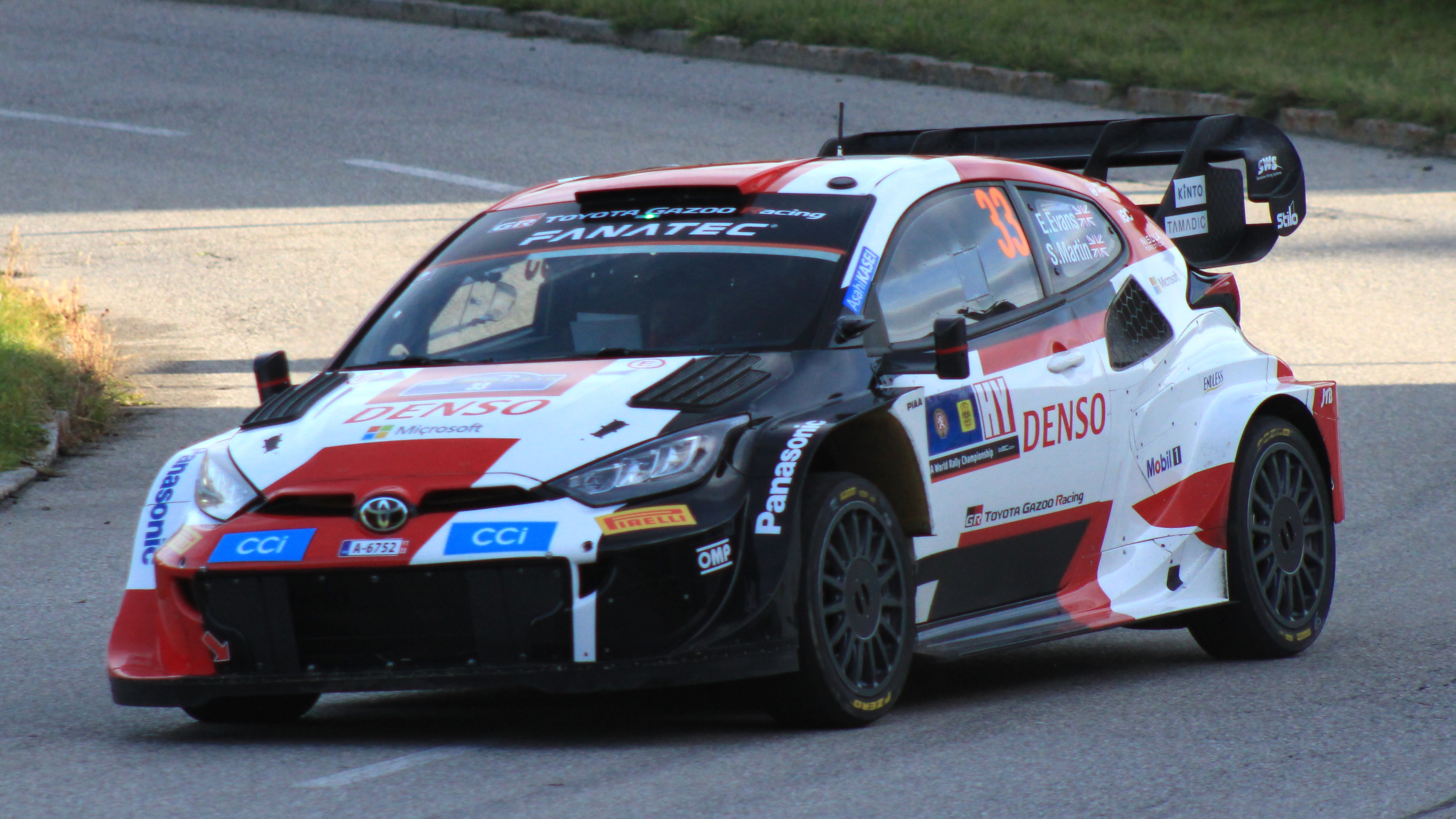
Der Toyota GR Yaris Rally1 mit Elfyn Evans am Steuer

Der Toyota GR Yaris Rally1 ist das erste Fahrzeug vom Toyota GR World Rally Team (WRT) mit einem Hybrid-Antrieb, das in der Rallye-Weltmeisterschaft (WRC) eingesetzt wird. Das neue Rally1-Reglement wurde ab der Saison 2022 eingeführt.

## Technik

### Modell
Das Yaris-Modell 2022 lehnt sich optisch an seinen Vorgänger Toyota Yaris WRC an, das Heck sowie die Front wurden leicht modifiziert. Das Modell basiert auf dem Toyota-Yaris-Straßenmodell.

### Antrieb
Der Antrieb des Autos besteht aus einem 1,6-Liter-Turbo-Motor mit vier Zylindern und einer Leistung von 386 PS. Dieser arbeitet zusammen mit einem Elektromotor der maximal 12.000/min drehen kann. Zusammen erreichen die beiden Antriebe über 530 PS Systemleistung. Der Akku des Plug-in-Hybridsystems wird beim Bremsen und beim Ausrollen des Fahrzeuges aufgeladen und ermöglicht eine rein elektrische Reichweite von 20 km. Der Ottomotor wird mit 100 % fossilfreiem Treibstoff (P1 Racing Fuels) angetrieben. Das Energierückgewinnungssystem ist ein Produkt der Firma Compact Dynamics. Der Toyota GR Yaris Rally1 hat ein Automatisches Kupplungssystem mit Schalthebel.

### Änderungen zur Saison 2025
Der Hybrid-Antrieb wurde zur Saison 2025 hin aus den Autos entfernt, der Verbrennungsmotor bleibt gleich. Das Mindestgewicht der Fahrzeuge fiel von 1260 auf 1180 Kilogramm, der Hybridantrieb wog 87 Kilogramm. Der Luftmengenbegrenzer ist auf 35 statt 36 Millimeter verkleinert worden. Es dürfen nur noch Getriebe mit maximal fünf Gängen verwendet werden.           Durch die Einsparung des Gewichts des Hybrid-Antriebs ist der Leistungsverlust der Autos marginal.

## Fahrer
Am 15. Januar wurde der Toyota GR Yaris Rally1 in Salzburg zum ersten Mal in der Originallackierung präsentiert, nachdem bei den ausgiebigen Testfahrten das Auto nur mit einer Tarnlackierung zu sehen war. Das Fahrzeug feierte am 20. Januar 2022 bei der Rallye Monte Carlo 2022 seine Premiere. Am Steuer ist der achtmalige Weltmeister Sébastien Ogier, Elfyn Evans, Kalle Rovanperä und im Junioren-Team Takamoto Katsuta.